# Gare de Coarraze – Nay
Gare de Coarraze - Nay – stacja kolejowa w Coarraze, w departamencie Pireneje Atlantyckie, w regionie Nowa Akwitania, we Francji.
Została otwarta w 1867 przez Compagnie des chemins de fer du Midi et du Canal latéral à la Garonne. Jest stacją Société nationale des chemins de fer français (SNCF), obsługiwaną przez pociągi regionalne TER Aquitaine.